# Andrena personata
Andrena personata är en biart som beskrevs av Robertson 1897. Andrena personata ingår i släktet sandbin, och familjen grävbin. Inga underarter finns listade i Catalogue of Life.